# Dominik Jackson
Dominik Jackson (Scampton, Lincolnshire, 21 april 1984) is een Brits autocoureur. Hij startte zijn carrière in karting in Engeland, voordat hij naar Duitsland ging om in de Formule BMW ADAC te gaan rijden. Hij heeft ook in de Formule Palmer Audi gereden. Door zijn gebrek aan geld heeft hij weinig gehele seizoenen op zijn naam staan. Zijn laatste zitje had hij in de Superleague Formula in 2008 voor de club Tottenham Hotspur in de ronde in Portugal.

## Superleague Formula resultaten
| Jaar | Inschrijving      | 1    | 2    | 3    | 4    | 5    | 6    | 7       | 8       | 9    | 10   | 11   | 12   | Rang | Punten |
| ---- | ----------------- | ---- | ---- | ---- | ---- | ---- | ---- | ------- | ------- | ---- | ---- | ---- | ---- | ---- | ------ |
| 2008 | Tottenham Hotspur | DON1 | DON2 | NÜR1 | NÜR2 | ZOL1 | ZOL2 | EST1 15 | EST2 11 | VAL1 | VAL2 | JER1 | JER2 | 11   | 257    |